# Brumle

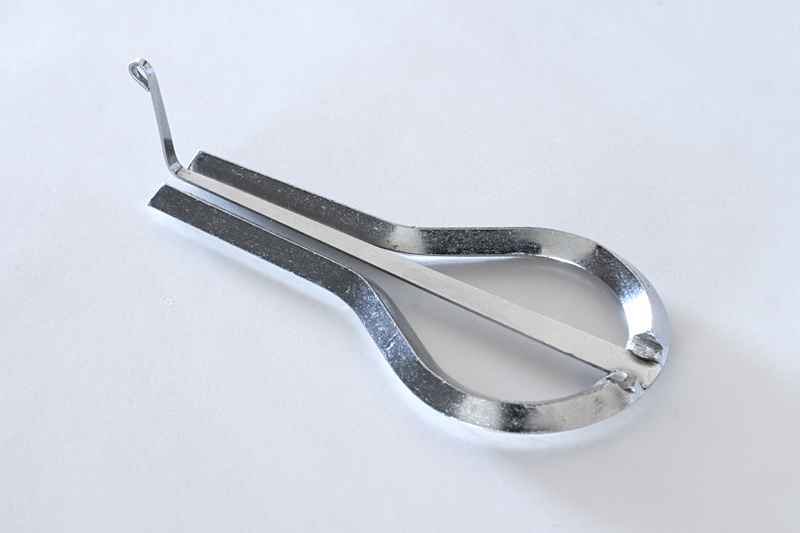
Moderní tvar nástroje

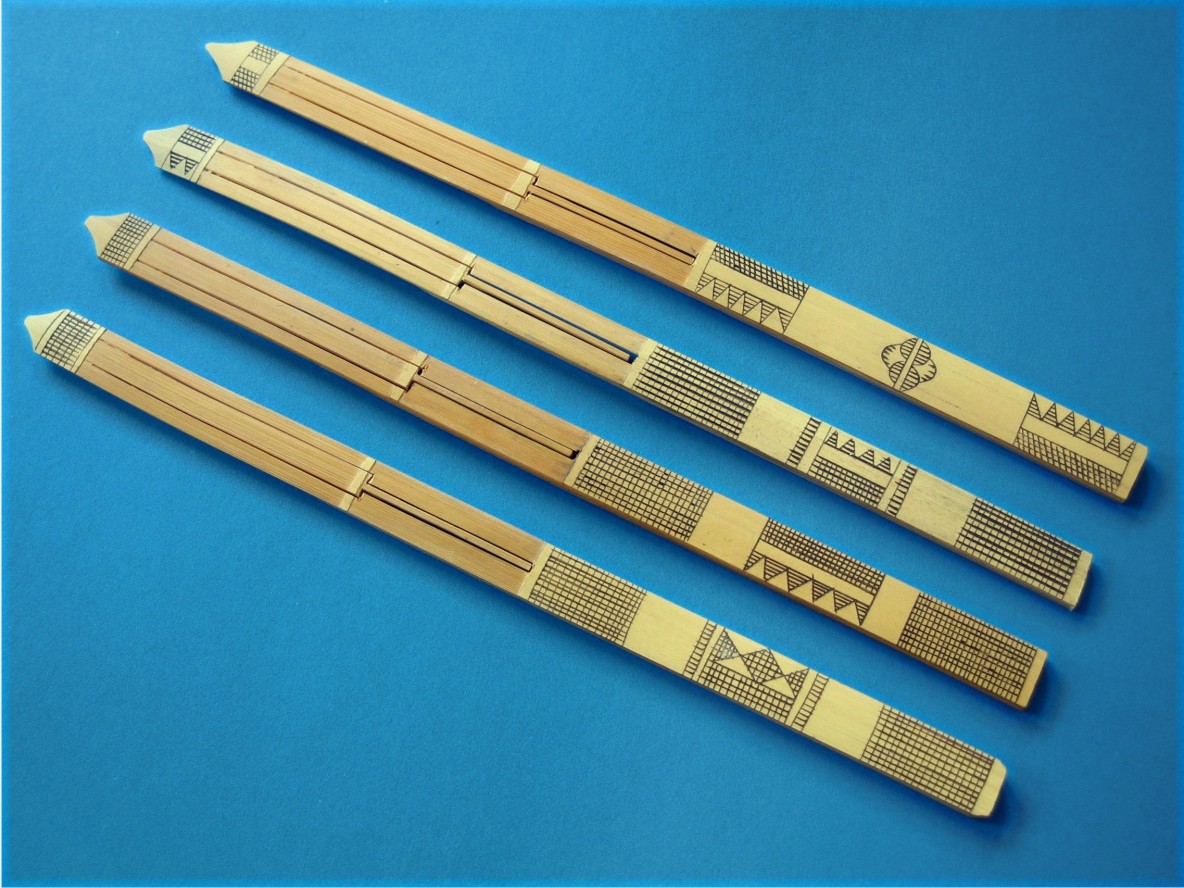
Brumle asijského typu

Brumle je lidový hudební nástroj patřící do skupiny idiofonů.
Pochází zřejmě z Asie; na čínské kresbě ze 3. století př. n. l. je vidět hudebník hrající na brumli. Do Evropy se dostala z východních plání Kazachstánu a byla známa již starým Římanům. V evropských zemích byla brumle celkem běžným hudebním nástrojem. Na území Česka je rozšiřovali zejména romští kovotepci (tato informace byla vykonstruovaná na základě moravské písně). S prvními evropskými osadníky se také dostala do Ameriky.

## Vzhled
V Evropě se vyrábí ze železa, mosazi a bronzů, ale v Asii se dodnes vyřezává z bambusu nebo palmového dřeva. Sestává z otevřeného rámečku, do kterého je vkován pružný kovový jazýček. Přestože je mnoho různých tvarů a velikostí tohoto nástroje, převládá tvar řeckého písmene Ω (omega) s prodlouženými nožičkami. U kovových brumlí bývá rámeček ohýbán z prutu a nebo kován. Do výkovku pak bývají vlisovány magické znaky.

## Vlastnosti

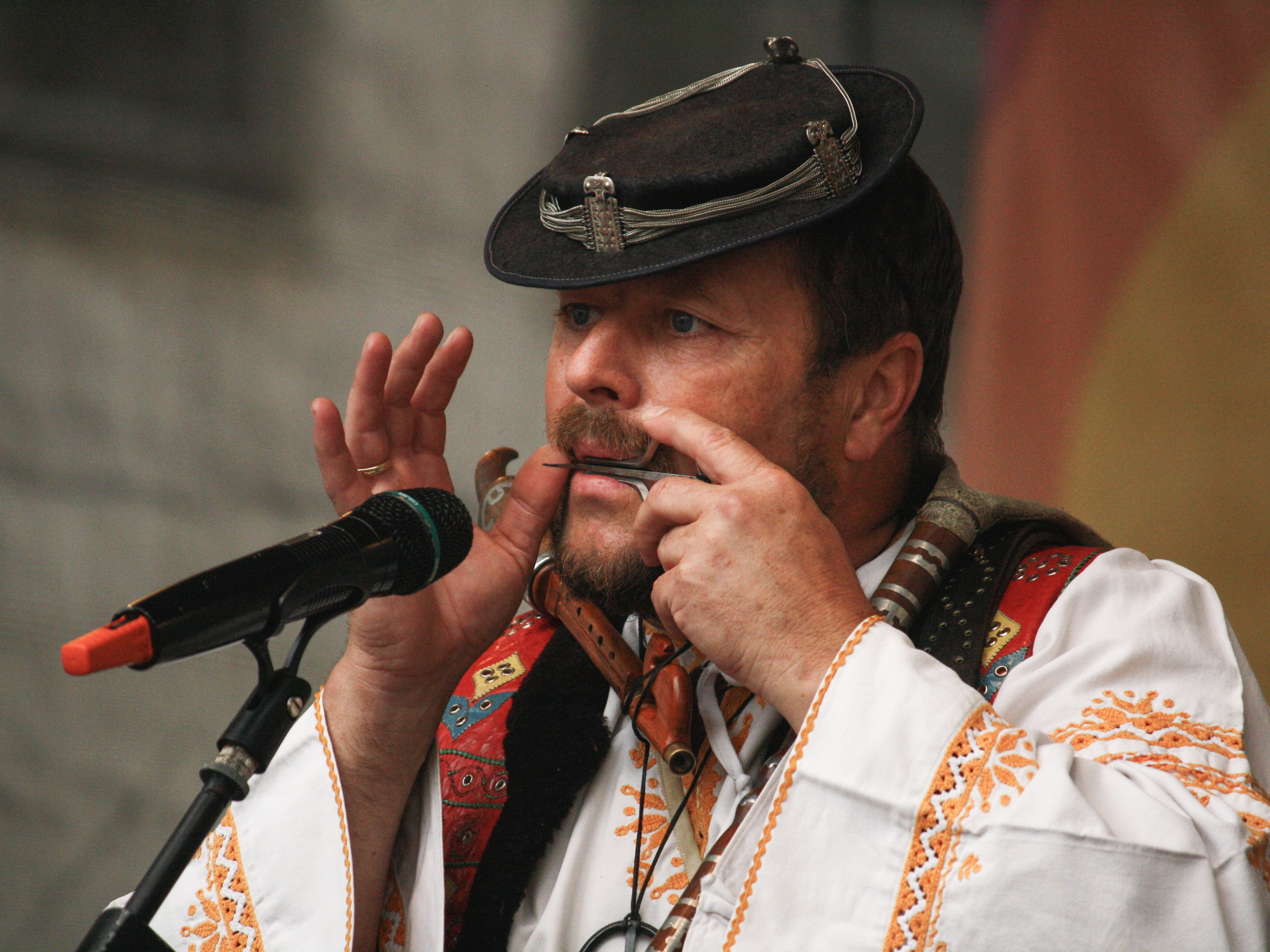
Hráč na brumli

Výraznost tónu nástroje je citlivě závislá na štěrbině mezi jeho jazýčkem a nožičkami. Má být co nejmenší. Dobrý nástroj zazní svým základním tónem i bez brnknutí při pouhém prosátí vzduchu štěrbinou, podobně jako jazýček harmonikového „hlasu“. Barvitost tónu je závislá na šířce jazýčku a na délce štěrbiny. Výšku základního tónu udává délka a hmotnost jazýčku, může však být měněna v širokém rozsahu závažíčkem na jeho konci. Tím může být i hluboce a barvitě znějící brumle malá. Jazýček dobrého nástroje musí být střihán podél válcovacích vláken planžety resp. páskové ocele válcované za studena. Brumle zní nejvýrazněji s hranatým rámečkem z nástrojové ocele (klínovice). Prut má být do tvaru rámečku ohýbán proti jeho hraně tak, aby vytvořil ostrou štěrbinu. Povrchová úprava nástroje nesmí být prováděna louhováním (přípravky typu brunigal apod.). Koncertní kovová brumle může být doplněna nástavcem, navařeným na její hřbetní části, za účelem upevnění zvukového snímače. Jazýček může být zasunut a upevněn do štěrbiny rámečku příložkou (se šroubkem) nebo klínkem. Takto může být výměnný a jemně laditelný do základního tónu. Při zakování jazýčku do rámečku může být brumle dolaďována i změnou úhlu ohybu v jeho kolínku.

## Hra na brumli
Hráč drží brumli většinou v levé ruce a pevně ji tiskne proti pootevřeným rtům nebo až zubům – horní nožičku nástroje proti hornímu rtu (zubům) a dolní proti rtu (zubům) spodnímu. Ukazovákem pravé ruky se brnká na konec jazýčku volně kmitajícího uprostřed rámečku a mezi rty (zuby), čímž se vytváří charakteristický tón. Brnkání je možné oběma směry, zejména při rychlých změnách tónu a tempa hraní. Hra na rtech může být jen poněkud méně výrazná, než na zubech, je však jemnější a netrpí při tom zuby hráče. Profesionální hráč udrží nástroj mezi rty bez pomoci ruky, kterou pak má volnou. Ústní dutina funguje jako rezonátor i zesilovač – přemísťováním jazyku, tvarováním ústní dutiny a změnami intenzity dýchání se mění výška a síla tónu. Rytmickým prosáváním vzduchu štěrbinou při hraní se dosahuje efektu vlastního nepřízvučného a barvitého doprovodu, tak zvaného kontrování.
Brumle se používá jako nástroje sólového a to až koncertního, nebo doprovodního. Jsou známy nahrávky na brumli např. J. Peška na LP deskách se Slovenským rozhlasovým orchestrem v Bratislavě.
| Popis  | Ukázka (Ogg Vorbis) |
| ------ | ------------------- |
| Brumle | audio ukázka        |

## Nebezpečí
Při hraní na brumli je třeba být opatrný, protože náraz jazýčku do zubu je bolestivý a může způsobit trvalou frakturu zubu, opravdu nešikovnému hráči hrozí skřípnutí rtu mezi rámeček a jazýček brumle.
U brumle asijského typu může být velice ostrá špička, což potom představuje reálné riziko zapíchnutí do těla (např. při šlápnutí na nástroj bosou nohou).

## Brumle ezoterická
Brumle je tradičním nástrojem sibiřských šamanů, zejména etnika Jakutů. Její esoterická funkce spočívá v tom, že funguje jako mantra. Její zvukové vibrace lze přijímat vnitřními dutinami hráče, ale též ozvěnou z místnosti. Dle šamanské víry zvukové vibrace pronikají energetickými kanály hráče i posluchačů a rozbíjí psychoenergetické blokády, které brání volnému toku energií. Tím vysvětlují pozoruhodné léčivé účinky při hře na tento nástroj.

## Jiné a cizojazyčné názvy
- česky – brumle, brumla, mrumle, grumle, židovská harfa (Morava – brumajzl, Jan Amos Komenský (Orbis Pictus) – brumlačka)

- slovensky – drumbľa
- polsky – drumla
- chorvatsky – drombulje
- rusky – вapган (vargan)
- rumunsky – drimba
- maďarsky – doromb
- německy – maultrommel
- francouzsky – la guimbarde
- anglicky – jew's harp (Anglie, Skotsko, Irsko – trump, Amerika – jaw harp, jew’s harp)

- kazašsky – shang-kobuz
- turecky – komuz, temir-komuz, kubhiz
- jakutsky – chomus
- čínsky – kǒu xiàn
- vietnamsky – đàn môi
- italsky – scacciapensieri, marranzano

## Čeští brumlisté
Brumlista je hráč, který hraje na hudební nástroj brumle:
- Petr Jasinčuk – zakladatel aktuální brumlistické komunity v Česku, vystupuje pod přezdívkou Brumlista. Působí ve Slaném a v Praze. Koncertuje a pořádá workshopy (alternativní styl)[1]
- Pavel Vank – hudebník, umělec (alternativní styl)
- Ivo Charitonov – hudebník, umělec (alternativní styl)
- Martin Žák – hudebník, umělec (country styl)[2]
- Svatava Drličková – muzikoterapeutka (šamanská brumle)
- Rudolf  Honzik – brumlový virtuos (koncertní brumle). Známý především v Rakousku

## Čeští brumlaři
Brumlař je řemeslník, který vyrábí hudební nástroj zvaný brumle:
- Vít Kašpařík – Velké Karlovice
- Šešulka a syn – Ivančice
- Jindřich Klaus – Kostelec nad Orlicí